# Store bededag
Store bededag (grønlandsk: tussiarfissuaq, færøsk: dýri biðidagur) var en officiel dansk helligdag, som faldt på fjerde fredag efter påske og dermed tre uger før pinse. I 2023 faldt store bededag på 5. maj. Store bededag blev indført i 1686 og blev i 2023 afskaffet som dansk helligdag med virkning fra 2024. Dagen er dog fortsat officiel helligdag i Grønland og på Færøerne.
En bededag var oprindeligt en af årets mange mindre helligdage, der var særligt tilegnet bod og faste; fx var på landet hver onsdag officiel bededag, hvor folk skulle faste og præsterne bede for fred. Hertil kom en serie bededage ved særlige lejligheder. De blev afskaffet ved Reformationen, men blev i de følgende århundreder genindført lidt efter lidt. I 1686 blev der indført en forenkling, så de forskellige eksisterende bededage blev sammenlagt til en enkelt: store bededag. I nyere tid har aftenen før været præget af forskellige traditioner som spisning af varme hveder, gåture på voldene (især i København), og på selve bededagen afholdelse af konfirmationer.
Store bededag har også været helligdag i Island og i Norge, og den tilsvarende Buß- und Bettag (de) var indtil 1994 helligdag i tyske protestantiske kirker.

## Historie

### Baggrund
Bodsdage kaldes i kirken de helligdage, der skal give menigheden særlig lejlighed til bod. Således udviklede det sig tidlig i oldkirken i visse henseender med jødernes store forsoningsdag som forbillede. Især blev onsdag og fredag ugentlige bodsdage eller "vagtdage", der blev højtideligholdt med faste, og senere indførtes før påske en sammenhængende bodstid på 40 dage (Quadragesima). Bodsdagene var endvidere de 4 qvatemberdage ("tamberdage") og de dage, man gik bodsgang. Foruden disse årlige, almindelige bodsdage kunne kirkemyndighederne hver for sit administrative område under særlige forhold fastsætte ekstraordinære bodsdage, fx for at nedbede befrielse for landeplager.
Reformationen afskaffede bodsdagene, men det varede ikke længe, før de fleste protestantiske kirker genindførte dem, omend i en anden form. Under 30-årskrigen fik de en fastere ordning. For Danmarks vedkommende forordnedes der således ekstraordinære bodsdage eller bededage i midten af det 16. århundrede. Christian IV's deltagelse i 30-årskrigen gav anledning til, at der desuden i 1626 og 1631 indførtes en ugentlig bodsdag for købstæderne og en månedlig bodsdag for menighederne i landsognene.

### Indførelsen af store bededag
Da Hans Bagger var biskop over Sjælland (1675-1693), fik han i de to første år indført tre faste- og helligdage i sit stift. Den midterste blev ved kongelig forordning af 27. marts 1686 lovfæstet som almindelig "Faste-, Bods- og Bededag" ("store bededag") for hele riget, som afløste de årlige, ekstraordinære bodsdage og blev fastlagt til fredagen i 4. uge efter påske. Lidt efter lidt forsvandt de ugentlige og månedlige bodsdage, og store bededag stod herefter tilbage som eneste levn af bodsdags-institutionen.

### Struensees rolle
Det er en udbredt misforståelse, at det var Christian VII's berømte livlæge Struensee, der indførte store bededag, for dagen blev altså indført små 100 år før hans tid. Når den tillægges Struensee, kan det skyldes, at det var en af de få helligdage, der overlevede helligdagsreformen af 1770, hvor ti af årets dengang 22 helligdage blev afskaffet, herunder bl.a. 3. juledag, helligtrekongersdag, kyndelmisse, sankthansdag og mikkelsdag. Denne reform bliver ofte fejlagtigt tilskrevet Struensee, men var i virkeligheden sat i værk før hans tid ved magten og blev behandlet uden hans aktive medvirken. Ideen var, at de mange helligdage hindrede rigets fremme og at dagene i stedet skulle bruges til "arbejde og nyttig gerning".

### Adfærd på store bededag
Store bededag blev indvarslet aftenen før ved stormklokkeringning fra kirkerne. Det var tegn til, at der ikke længere måtte drives handel, og at kroer, beværtninger og lignende skulle lukke, så alle kunne gå hjem og hellige sig den forestående bededag og møde veludhvilede og ædru i kirke næste morgen, som forordningen krævede. Derefter skulle befolkningen afholde sig fra arbejde, rejser, leg, spil og al slags "verdslig forfængelighed", indtil dagens kirkelige handlinger – gudstjeneste, højmesse, tolvprædiken og aftensang – var overstået.
Placeringen af store bededag kædes sammen med de såkaldte "gangdage", der blev afholdt om foråret med hellig procession over markerne for at styrke afgrødernes vækst. Til disse gangdage var knyttet kirkelige ritualer og tekstlæsninger, og de udgjorde et modstykke til efterårets høstfest. Det nævnes også som bevæggrund, at denne placering tillod kongen at holde bededagen sammen med københavnerne, inden han drog ud på sin årlige sommerrejse i landet.

### Afskaffelsen som helligdag i 2023
SVM-regeringen, der tiltrådte i december 2022, meddelte ved sin tiltræden, at den ønskede at afskaffe store bededag som en helligdag. Motivet var, at det formodede større arbejdsudbud ved at afskaffe en helligdag ville give større skatteindtægter og dermed kunne finansiere flere fremtidige offentlige udgifter. Afskaffelsen mødte modstand hos brede kredse i befolkningen, blandt andet fra fagbevægelsen og folkekirken, og en underskriftsindsamling imod forslaget indsamlede 475.000 underskrifter. Den 28. februar 2023 blev helligdagen dog afskaffet fra og med 2024 af et flertal i folketinget bestående af de tre regeringspartier Socialdemokratiet, Venstre og Moderaterne samt Radikale Venstre. I alt stemte 95 for, mens 68 stemte imod. Dagen vil imidlertid fortsat være helligdag i Grønland og Færøerne, der ikke var omfattet af lovforslaget.

## Traditioner
Særligt to traditioner er knyttet til store bededag og aftenen før.
Mest kendt er skikken med at spise varme hveder (dvs. opvarmede hvedetvebakker, også kaldet hvedeknopper) storebededagsaften. Baggrunden er, at end ikke bagerne måtte arbejde fra solnedgang storebededagsaften og hele bededagen. Derfor kom de helligdagen i forkøbet ved at bage ekstra store hvedeknopper dagen før bededag, som folk så kunne købe til at varme og spise dagen efter. Det blev imidlertid hurtigt til, at hvederne blev spist samme aften – medens de endnu var varme. Skikken kan føres tilbage til midten af 1800-tallet, men er sandsynligvis ældre.
Den anden tradition, der normalt forbindes med store bededag, er det københavnske borgerskabs skik med at spadsere på byens volde storebededagsaften. Skikken kan føres tilbage til 1747, hvor Vor Frue Kirke fik et nyt klokkespil. Efter at store dele af Københavns voldanlæg blev sløjfet i 1800-tallet, blev spadsereturene efterhånden henlagt til Langelinie, Christianshavn og ikke mindst Kastellet. I løbet af århundredet bredte traditionen med at gå på voldene sig også til andre danske byer.
Borgerskabets forkærlighed for denne skik var angiveligt medvirkende til, at helligdagsreformkommissionen ikke turde foreslå at sløjfe store bededag ved helligdagsreformen i 1770, idet enevældens konger var afhængige af borgerskabets velvilje.[kilde mangler]
I starten af det 20. århundrede gik en mere voldelig tradition ud på, at rivaliserende drengegrupper fra forskellige dele af storbyen udkæmpede et stort årligt slagsmål ved Christianshavns Vold – i samtiden kendt som "Storebededagsslaget". Traditionen med slaget uddøde omkring første verdenskrig.

## Store bededag i andre lande

### Norge
Med forordningen fra 1686 blev bededagen også indført i Norge på den 4. fredag efter påske. I 1915 blev den flyttet til fredag før Allehelgensdag og dermed til efteråret for endelig i 1950 at blive flyttet til søndag før Allehelgensdag. Dagen kaldes i dag for bots- og bønnedag. Tidligere var den kendt som "bots- og bededag".

### Island
I Island var dagen ligeledes blevet indført i 1686, og her bar den navnet kóngsbænadagur ("kongsbededag") eller stórbeðudagur. Altinget vedtog dog allerede i 1893 at afskaffe dagen.

### Tyskland
I Tyskland var store bededag under navnet Buß- und Bettag indtil 1994 indenfor de lutheranske og reformerte kirker en helligdag, der lå i slutningen af november. I 1994 blev den dog afskaffet i de fleste delstater, blandt andet under indtryk af, at den 3. oktober få år tidligere var blevet en officiel national fridag til minde om den tyske genforening. Buß- und Bettag er dog stadig en helligdag i bl.a. delstaten Sachsen, og i flere andre delstater er der særlige regler for skolegangen på denne dag.